# Governo Martens IV
Il Governo Martens IV fu il governo federale del Belgio in carica dal 22 ottobre 1980 al 6 aprile 1981. Il governo includeva Partito Cristiano Popolare-Partito Sociale Cristiano e Partito Socialista Differente-Partito Socialista. Dopo cinque mesi e mezzo, il governo cadde a causa delle misure di crisi da adottare.
Il governo Martens IV seguì il governo Martens III e fu seguito dal governo M. Eyskens.

## Composizione
Il governo era composto da 25 ministri e 7 segretari di stato. La distribuzione era: CVP (11), PS (8), PSC (7) e SP (6).
| Ministro                                                                                          | Titolare                  | Partito | Partito |
| ------------------------------------------------------------------------------------------------- | ------------------------- | ------- | ------- |
| Primo ministro                                                                                    | Wilfried Martens          |         | CVP     |
| Vice primo ministro e comunicazioni                                                               | Guy Spitaels              |         | PS      |
| Vice primo ministro e affari economici                                                            | Willy Claes               |         | SP      |
| Vice primo ministro, classi medie, pianificazione e vicepresidente della Comunità francofona      | José Desmarets            |         | PSC     |
| Lavori pubblici e riforme istituzionali                                                           | Jos Chabert               |         | CVP     |
| Affari esteri                                                                                     | Charles-Ferdinand Nothomb |         | PSC     |
| Istruzione                                                                                        | Willy Calewaert           |         | SP      |
| Agricoltura                                                                                       | Albert Lavens             |         | CVP     |
| Sicurezza sociale e sanità pubblica                                                               | Luc Dhoore                |         | CVP     |
| Comunità fiamminga                                                                                | Gaston Geens              |         | CVP     |
| Regione Vallonia                                                                                  | Jean-Maurice Dehousse     |         | PS      |
| Affari interni e bilancio                                                                         | Guy Mathot                |         | PS      |
| Commercio estero                                                                                  | Robert Urbain             |         | PS      |
| Finanze                                                                                           | Mark Eyskens              |         | CVP     |
| Occupazione e lavoro                                                                              | Roger De Wulf             |         | SP      |
| Comunità fiamminga                                                                                | Marc Galle                |         | SP      |
| Comunità francofona                                                                               | Michel Hansenne           |         | PSC     |
| Giustizia e riforme istituzionali                                                                 | Philippe Moureaux         |         | PS      |
| Cooperazione allo sviluppo                                                                        | Daniël Coens              |         | CVP     |
| Funzione pubblica e politica scientifica, incaricato del coordinamento delle politiche ambientali | Philippe Maystadt         |         | PSC     |
| Regione di Bruxelles                                                                              | André Degroeve            |         | PS      |
| Pensioni                                                                                          | Pierre Mainil             |         | PSC     |
| PTT                                                                                               | Freddy Willockx           |         | SP      |
| Difesa nazionale                                                                                  | Frank Swaelen             |         | CVP     |
| Istruzione                                                                                        | Philippe Busquin          |         | PS      |
| Segretario di Stato                                                                               | Titolare                  | Partito | Partito |
| Comunità fiamminga                                                                                | Rika De Backer            |         | CVP     |
| Regione di Bruxelles                                                                              | Cécile Goor               |         | PSC     |
| Regione Vallonia                                                                                  | Elie Deworme              |         | PS      |
| Comunità fiamminga                                                                                | Paul Akkermans            |         | CVP     |
| Comunità fiamminga                                                                                | Rika Steyaert             |         | CVP     |
| Regione di Bruxelles                                                                              | Lydia De Pauw             |         | SP      |
| Regione Vallonia                                                                                  | Melchior Wathelet         |         | PSC     |